# Arany Oroszlán díj (Velencei Építészeti Biennálé)
Az Arany Oroszlán Díj a Velencei Építészeti Biennálén, több kategóriában átadott építészeti elismerés. A díj a Velencei Nemzetközi Filmfesztivál Arany Oroszlán díjának alapján jött létre.

## A díj
Az Arany Oroszlán díjat 1996-ban vezették be a filmes példa alapján Hans Hollein, a kiállítás rendezőjének kezdeményezésére. Az elismerés kategóriái az éves során sokat változtak: életműdíjat és a legjobb kiállító ország pavilonjának adott elismerés valamennyi évben volt, de néha csak egy-egy alkalomra, néha éveken át kapott elismerést oktatási intézmény, város, installáció vagy építészeti projekt is. Egyes években Ezüst Oroszlán díj elnevezés alatt is átadtak elismeréseket. Kitüntetések korábban is voltak, pl. egy évben "kőoroszlán" (Stone lion) elnevezéssel adtak díjat, illetve ún. különdíj is volt számos alkalommal. A díjat általában a kiállítás kezdetén zajló szakmai programok zárásakor, a nyilvános nyitás előtt adják oda.

### 2018
- Életműdíj: Kenneth Frampton
- Legjobb nemzeti kiállítás: Svájc, Svizzera 240 Alessandro Bosshard, Li Tavor, Matthew van der Ploeg és Ani Vihervaara[2]

### 2016
- Életműdíj: Paulo Mendes da Rocha
- Legjobb nemzeti kiállítás: Spanyolország, Unfinished Iñaqui Carnicero és Carlos Quintáns

A zsűri: Hashim Sarkis , Pippo Ciorra , Sergio Fajardo , Marisa Moreira Salles  és Karen Stein 

### 2014
- Életműdíj: Phyllis Lambert
- Legjobb nemzeti kiállítás: Dél-Korea, Minsuk Cho

### 2012
- Életműdíj: Álvaro Siza Vieira
- Legjobb nemzeti kiállítás: Japán, Architecture possible here? Home-for-All. Itó Tojoo, Naoya Hatakeyama, Kumiko Inui, Sou Fujimoto, Hirata Akihisa
- Legjobb építészeti projekt: Alfredo Brillembourg , Hubert Klumpner , Justin McGuirk , Iwan Baan  caracasi közösségteremtő épület átalakításért

A zsűri: Kristin Feireiss , Robert A.M. Stern , Benedetta Tagliabue , Alan Yentob 

### 2010
- Életműdíj: Rem Koolhaas , in memoriam: Sinohara Kazuo
- Legjobb nemzeti kiállítás: Bahrein, Reclaim Noura Al-Sayeh és Fuad al-Ansari
- Legjobb installáció: Jun’ya Ishigami  Architecture as air: study for château la coste

### 2008
- Életműdíj: Frank Gehry , speciális építészettörténeti életműdíj Andrea Palladio születésének 500. évfordulója alkalmából: James S. Ackermann
- Legjobb nemzeti kiállítás: Lengyelország Hotel Polonia: Az épületek utóélete Nicolas Grospierre, Kobas Laksa
- Legjobb installáció: Greg Lynn , Bútorok újrahasznosított játékokból

A zsűri: Aaron Betsky, Paola Antonelli , Max Hollein , Jeffrey Kipnis , Farshid Moussavi  Luigi Prestinenza Puglisi 

### 2006
- Életműdíj: Richard Rogers ,
- Legjobb nemzeti kiállítás: Dánia, CO-EVOLUTION, Danish/Chinese collaboration on sustainable urban development in China, kurátor: Henrik Valeur
- Legjobb város: Bogotá, Kolumbia
- Legjobb városfejlesztési ötlet: Brazil 44 Mexikóváros, Javier Sanchez
- Legjobb iskola: I Facoltà di Architettura Politecnico di Torino

A zsűri: Richard Sennett , Amyn Aga Khan, Antony Gormley , Zaha Hadid  

### 2004
- Életműdíj: Peter Eisenman
- Legjobb nemzeti kiállítás: Belgium Kinshasa, the Imaginary City
- Legjobb munka: 21. századi Kortárs Művészeti Múzeum, Kanazava, Japán Szedzsima Kazujo és Nisizava Rjúe

A zsűri: Dieter Bogner , Luis Fernández-Galiano , Kent Martinussen , Marianne Stockebrand , Vittorio Zucconi 

### 2002
- Életműdíj: Itó Tojoo
- Legjobb nemzeti kiállítás: Hollandia, Gerrit Rietveld, Hermann Herzberger
- A kiállítás legjobb projektje: Ibere Camargo Foundation, Porto Alegre, Brazília. Tervező: Álvaro Siza Vieira

A zsűri: Michele De Lucchi , Marie-Laure Jousset , Richard Koshalek , Rowan Moore  

### 2000
- Életműdíj: Renzo Piano , Paolo Soleri , Jørn Utzon
- Legjobb nemzeti kiállítás: Spanyolország
- A kiállítás legjobb projektje: Jean Nouvel

### 1996
- Életműdíj: Ignazio Gardella [4]
- Legjobb nemzeti kiállítás: Japán
- A kiállítás legjobb projektje: Odile Decq, Benoît Cornette, Juha Kaakko, Ilkka Laine, Kimmo Liimatainen, Jari Tirkkonen, Enric Miralles Moya

## Fordítás
- Ez a szócikk részben vagy egészben  a   Venice Biennale of Architecture című angol Wikipédia-szócikk ezen változatának fordításán alapul.  Az eredeti cikk szerkesztőit annak laptörténete sorolja fel. Ez a jelzés csupán a megfogalmazás eredetét és a szerzői jogokat jelzi, nem szolgál a cikkben szereplő információk forrásmegjelöléseként.